# Andrzej Rejman
Andrzej Rejman (ur. 24 listopada 1956 w Warszawie) – polski kompozytor muzyki rozrywkowej, producent muzyczny, pianista improwizujący, aranżer, członek rzeczywisty Stowarzyszenia Autorów ZAiKS.
A. Rejman jest synem polskiego pomologa Aleksandra Rejmana, wnukiem polskiego geologa Stanisława Doktorowicz-Hrebnickiego. Najbliższa rodzina kompozytora to żona Krystyna (wykładowca akademicki, dr hab.), córka Anna (ur. 1986), syn Tomasz (ur. 1990).

## Wykształcenie
Gry na fortepianie uczył się od siódmego roku życia u Kornelii Gniazdowskiej, z Państwowej Szkoły Muzycznej I Stopnia nr 3 w Warszawie. Maturę uzyskał w Liceum Ogólnokształcącym im. Królowej Jadwigi w Warszawie (1975).
Ukończył studia na Wydziale Ekonomiczno-Rolniczym w Szkole Głównej Gospodarstwa Wiejskiego w Warszawie (1981).

## Twórczość
Twórczość A. Rejmana to piosenki oraz muzyka instrumentalna, w dużej części fortepianowa.
Piosenki wykonywali między innymi: Grażyna Auguścik, Ewa Błoch, Sofiya Fedyna, Magda Fiałkowska, Szymon Głódkowski, Ewa Górska, Karolina Jankowska, Robert Janowski, Jeronimo, Jolanta Kaczmarek, Janina Klimiuk, Alina Konwińska, Beata Kossowska, Joanna Libner, Jolanta Literska, Paulina Malinowska, Julian Mere, Iwona Nasiłowska, Agnieszka Olszewska, Małgorzata Olszewska, Katarzyna Polit, Maria Quoos, Stanisław Wenglorz, Marta Wołodko, Krystyna Ziemlańska, Magdalena Żuk.
Twórczość instrumentalna została wydana na kilkudziesięciu płytach krajowych i zagranicznych, zarówno autorskich, jak i z udziałem innych kompozytorów. Płyty wydane zostały między innymi przez Paris Music (22 pozycji katalogowych), MTJ/Euro-Muzyka (5 pozycji katalogowych, 64 utwory), SITA/KOCH Int. (15 pozycji katalogowych, ponad 170 utworów), Nightingale Music Productions Inc. (7 pozycji, 20 utworów).
Muzyka A. Rejmana została użyta w filmach reżyserowanych przez: Aleksandrę Fudalę, Andrzeja M. Drążewskiego, Jarosława Kamieńskiego, Macieja Leszczyńskiego, Zdzisława Maca, Marka Pysza, Mieczysława Siemieńskiego, Wojciecha Strzemżalskiego, Tomasza Śmigielskiego, Jana Walencika, Mieczysława Waśkowskiego, Marka Wójcika.
Muzyka kompozytora była wykorzystana podczas wielu wernisaży wystaw dzieł plastycznych i fotograficznych, artystycznych imprez okolicznościowych, pokazów multimedialnych, w reklamie radiowej i telewizyjnej oraz jako muzyka ilustracyjna w programach telewizyjnych i radiowych w Polsce i innych krajach.

## Nagrody i wyróżnienia
- Wyróżnienie w konkursie otwartym na piosenkę XXIV KFPP OPOLE 1987 za utwór „Życie jest krzykiem” do słów Sławomira Wolskiego
- Nagroda w konkursie Urzędu Miasta St. Warszawy na piosenkę o Warszawie za utwór "Tamte Dni" do słów Stanisława Klawe
- II Nagroda, wspólnie z Jackiem Bąkiem, za album „Chopin na łące" na Polonijnym Festiwalu Multimedialnym „Polskie Ojczyzny” (2009)
- I Nagroda za cykl 10 prezentacji multimedialnych „Krajobrazy i muzyka" na Polonijnym Festiwalu Multimedialnym „Polskie Ojczyzny” (2011)
- III Nagroda (ex aequo) za prezentację „Impresje – Na moje wołanie nie odzywasz się” na Polonijnym Festiwalu Multimedialnym „Polskie Ojczyzny” (2012)